# Waco Model 9

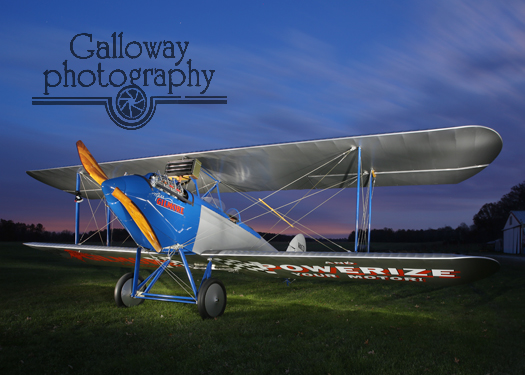
Waco 9 (Baujahr 1925) noch ohne aerodynamischen Querruderausgleich („Elefantenohren“)

Die Waco Model 9 (auch Waco 9) war ein Doppeldecker-Leichtflugzeug des US-amerikanischen Herstellers Advance Aircraft Company, der seine Flugzeuge unter dem Handelsnamen Waco vermarktete. Das Flugzeug, von dem zwischen 1925 und 1927 über 270 Stück verkauft werden konnten, brachte dem Unternehmen einen ersten kommerziellen Erfolg.

## Geschichte
Die Waco 9 wurde im April 1925 der Öffentlichkeit vorgestellt, wonach in den ersten vier Monaten der Serienfertigung 30 Flugzeuge gebaut und verkauft werden konnten. Die Leistungen der Waco 9 wurden als zu den besten dieser Zeit zugehörig beschrieben.
Zwei Exemplare der ersten Waco-9-Reihe nahmen 1925 an der ersten Ford Air Tour teil. Später in diesem Jahr nahmen mehrere Maschinen an den verschiedenen OX-5-Rennen, die in den ganzen USA ausgetragen wurden, teil. Die 1926er-Ausführung der Waco 9 hatte veränderte Querruder, bei denen nun ein Horn-Ausgleich verwendet wurde und ein leicht verändertes Fahrwerk. Drei Maschinen dieses Baujahrs nahmen 1926 an der Ford Air Tour teil und beendeten den Wettbewerb auf den Plätzen 4, 5 und 6. Von den drei Flugzeugen waren zwei mit einem Sechszylinder Curtiss-C-6-Triebwerk mit 160 PS und eines mit dem 150 PS leistenden Hispano-Suiza-8Aa-Motor (Hisso A) ausgestattet. Optional konnten auch Triebwerke der Ausführung Curtiss OXX-6 mit 100 PS eingebaut werden.
An den National Air Races im Jahr 1926 nahmen 14 Waco 9 teil. Daneben wurde das Muster auch von den Barnstormers der Zeit eingesetzt. Weitere Verwendungen fand es als Agrarflugzeug und bei den frühen Airlines. Zu letzteren gehörten die Skyline Transport Company von Clifford Ball, aus der später die Capital Airlines hervorging und die Embry-Riddle Company.
Die seit Anfang 1927 erforderliche Musterzulassung (Approved Type Certificate) erhielt die Waco 9 im Juli 1927 unter der Nummer A.T.C.#11. In diesem Jahr wurden 65 Maschinen hergestellt. Eine Waco 9 verwendete das US Army Air Corps (USAAC) im April 1927 als Bruchzelle zur Ermittlung der statischen Belastbarkeit der Konstruktion, wobei die Anforderungen des USAAC übertroffen werden konnten. 1927 wurde die Produktion der Waco 9 zugunsten der neuen Waco 10 zurückgefahren und der Kaufpreis von anfangs 2500 auf 2025 US-Dollar gesenkt.
Produziert wurden: 1925: 47 Exemplare, 1926: 164, 1927: 65.
Das National Air and Space Museum hat eine im Mai 1927 gebaute Waco 9 (Kennzeichen N452, Werknummer 389) in seinem Besitz.

## Konstruktion
Die Waco 9 war ein dreisitziger, offener Doppeldecker und zu Beginn der Entwicklung mit einem 90 PS leistenden Curtiss-OX-5-Motor ausgerüstet. Die zwei Passagiere saßen nebeneinander im vorderen Cockpit, während der Pilot den hinteren Sitz einnahm. Die Rumpfstruktur bestand aus einem mit geschweißten Stahlrohren gebildeten Fachwerk, das mit Holzstreifen in eine abgerundete Form gebracht und mit Stoff bespannt wurde.
Die Tragflächen besaßen eine leichte positive Staffelung und hatten oben und unten etwa die gleiche Spannweite. Deren Struktur bestand vollständig aus Holz und war ebenfalls stoffbespannt. Die Querruder besaßen ab 1926 an den äußeren Enden einen aerodynamischen Ausgleich in Form sogenannter „Elefantenohren“. Das Fahrwerk mit Schleifsporn hatte eine durchgehende Achse. Der Wasserkühler hing frei im Luftstrom zentral unter der Vorderkante der oberen Tragfläche, was noch einige Jahre ein typisches Kennzeichen von Waco-Doppeldeckern war.

## Technische Daten
| Kenngröße             | Daten mit OX-5-Triebwerk                                |
| --------------------- | ------------------------------------------------------- |
| Besatzung             | 3                                                       |
| Länge                 | 7,09 m                                                  |
| Spannweite            | 9,63 m (oben), 8,95 m (unten) Flächentiefe: 1,59 m      |
| Höhe                  | 2,82 m                                                  |
| Flügelfläche          | 26,9 m², Aeromarine Profil                              |
| Leermasse             | 599 kg                                                  |
| Startmasse            | 953 kg                                                  |
| Höchstgeschwindigkeit | 147 km/h                                                |
| Reisegeschwindigkeit  | 126 km/h                                                |
| Landegeschwindigkeit  | 56 km/h                                                 |
| Dienstgipfelhöhe      | 3660 m                                                  |
| Reichweite            | 620 km                                                  |
| Tankkapazität         | 140 l                                                   |
| Triebwerke            | 1 × Curtiss OX-5 Achtzylinder V-Motor mit 90 PS (66 kW) |